# 소상공인
스몰 비즈니스(Small business)는 정규 규모의 기업이나 회사보다 직원 수가 적거나 연간 수익이 적은 코퍼레이션, 파트너십 또는 개인 사업자 유형이다. 기업은 정부 지원을 신청할 수 있고 세금 우대 정책을 받을 자격이 있다는 점에서 '스몰'(small)로 정의된다. 자격은 국가와 업종에 따라 다르다. 스몰 비즈니스는 2009년 호주 공정근로법(Australian Fair Work Act 2009)에 따른 직원 15명, 유럽 연합에서 사용하는 정의에 따른 직원 50명, 미국 스몰 비즈니스 어드미니스트레이션 프로그램 자격을 갖춘 직원 500명 미만까지 다양하다. 스몰 비즈니스는 연간 수익, 선적, 판매, 자산, 연간 총액, 순이익, 순이익과 같은 다른 방법에 따라 분류될 수도 있지만 직원 수는 가장 널리 사용되는 척도 중 하나이다.
많은 국가의 스몰 비즈니스에는 편의점, 소규모 식료품점, 빵집 또는 조제 식품점, 미용사 또는 상인(예: 목수, 전기 기술자), 레스토랑, 모텔, 사진사, 소규모 제조 및 인터넷 관련 서비스 또는 소매업, 웹 디자인, 컴퓨터 프로그래밍 등의 비즈니스가 포함된다. 변호사, 회계사, 치과의사, 의사, 개발자 등 일부 전문가는 스몰 비즈니스로 운영된다(이러한 전문가는 대규모 조직이나 회사에서 일할 수도 있음). 스몰 비즈니스는 국가 내에서나 국가별로 규모, 수익, 규제 승인 측면에서 매우 다양하다. 주택 회계 사업과 같은 일부 소규모 사업체에는 사업 허가증만 필요할 수 있다. 반면, 어린이집, 노인 요양원, 주류 판매 레스토랑과 같은 기타 소규모 사업체는 규제가 더 엄격하며 다양한 정부 당국의 검사와 인증이 필요할 수 있다.

## 같이 보기
- 대기업
- 중소기업
- 지방제도 vs 다국적 기업
- 시가총액
- 소호 (오피스)